# Beiuș
Beiuș (Belényes en hongrois, Binsch en allemand) est une municipalité roumaine du județ de Bihor, en Transylvanie, dans la province historique de Crișana et dans la région de développement Nord-Ouest.

## Géographie
La ville de Beiuș est située dans le sud-est du județ, sur la rive droite du Crișul Negru, dans la vallée de Beiuș, entre les Monts Padurea Craiului au nord, les Monts Apuseni à l'est et les Monts Codru au sud. La ville se trouve à 62 km au sud-est d'Oradea, le chef-lieu du județ.
La municipalité est composée de la ville de Beiuș elle-même et du village de Delani (population en 2002) :
- Beiuș (10 598), siège de la municipalité ;
- Delani (398).

## Histoire
La première mention écrite de la ville de date de 1263 mais il est fait mention de destruction en pays de Beiuș lors de l'invasion tatare de 1241. La ville existait certainement dès le XIIe siècle. Elle appartenait à cette époque à l'évêché d'Oradea.
La ville, qui appartenait au royaume de Hongrie, en a donc suivi l'histoire. De 1291 à 1422, elle apparaît sous les noms de Benenus, Benenes, Beleniu, Belenos, Belenyes. Le 28 octobre 1452, l'évêque d'Oradea, Ioan Vitez de Tredna, lui octroie le titre de ville libre.
Au XVIIe siècle, elle subit l'occupation ottomane. En 1692, elle devient possession des Habsbourg d'Autriche.
Dès le XVIIIe siècle, la ville devient un des centres transylvains des revendications roumaines et notamment de l'enseignement du roumain dans des écoles créées pour cette occasion.

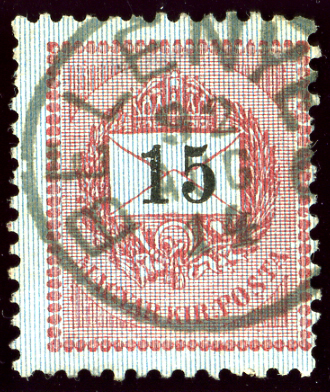
Belenyes dans le Royaume de Hongrie en 1892

Le bureau de poste de BELENYES est ouvert en 1851, province de Hongrie.
Après le compromis austro-hongrois de 1867, la ville est intégrée au Royaume de Hongrie. Beiuș intègre le comitat de Bihar (Bihar vármegye) en 1876 et devient le chef-lieu d'un district rural.
À la fin de la Première Guerre mondiale, la région (avec Arad et Oradea) est attribuée à la Grande Roumanie au Traité de Trianon en 1920. Elle est alors une des plașa (arrondissement) du nouveau județ de Bihor.
En 1940, à la suite du Deuxième arbitrage de Vienne, pendant qu'Oradea est annexée par la Hongrie jusqu'en 1944, les autorités du județ s'installent à Beiuș et la ville devient de fait la résidence du județ. La ville, qui compte alors une importante communauté juive est le théâtre de nombreuses violences de la part de la Garde de fer.
Beiuș obtient en 2004 le statut de municipalité.

## Politique
| Période                                  | Période  | Identité       | Étiquette | Qualité |
| ---------------------------------------- | -------- | -------------- | --------- | ------- |
| Les données manquantes sont à compléter. |          |                |           |         |
|                                          | 2016     | Adrian Domocoș |           |         |
| 2016                                     | En cours | Petru Mlendea  | PNL       |         |

| Parti | Parti                                      | Sièges |
| ----- | ------------------------------------------ | ------ |
|       | Parti national libéral (PNL)               | 7      |
|       | Parti social-démocrate (PSD)               | 6      |
|       | Alliance des libéraux et démocrates (ALDE) | 2      |
|       | M10                                        | 1      |
|       | Union démocrate magyare de Roumanie (UDMR) | 1      |

## Religions
En 2002, la composition religieuse de la ville était la suivante :
- Chrétiens orthodoxes, 82,31 % ;
- Réformés, 6,02 % ;
- Grecs-Catholiques, 4,05 % ;
- Pentecôtistes, 2,47 % ;
- Baptistes, 2,32 % ;
- Catholiques romains, 2,19 % ;
- Adventistes du septième jour, 0,29 %.

## Démographie
En 1910, à l'époque austro-hongroise, la ville comptait 2 392 Roumains (51,46 %), 2 141 Hongrois (46,06 %), 60 Allemands (1,29 %) et 15 Slovaques,.
En 1930, on dénombrait 2 960 Roumains (63,21 %), 1 121 Hongrois (23,94 %), 464 Juifs (9,91 %), 37 Allemands (0,79 %) et 26 Slovaques (0,56 %).
En 1956, après la Seconde Guerre mondiale, 5 629 Roumains (82,16 %) côtoyaient 1 014 Hongrois (14,80 %), 157 Juifs (2,29 %) et 20 Allemands (0,29 %).
En 2002, la ville comptait 9 849 Roumains (89,56 %), 930 Hongrois (8,45 %), 169 Roms (1,53 %) et 19 Allemands (0,17 %). On comptait à cette date 3 468 ménages et 4 199 logements.
| 1880  | 1890  | 1900  | 1910  | 1920  | 1930  | 1941  | 1956  | 1966  |
| ----- | ----- | ----- | ----- | ----- | ----- | ----- | ----- | ----- |
| 2 947 | 3 385 | 4 016 | 4 648 | 4 303 | 4 683 | 8 220 | 6 851 | 8 744 |

| 1977  | 1992   | 2002   | 2007   | - | - | - | - | - |
| ----- | ------ | ------ | ------ | - | - | - | - | - |
| 9 960 | 12 353 | 10 996 | 11 149 | - | - | - | - | - |

## Économie
L'économie de la commune repose sur les services. La ville de Beiuș a connu un développement industriel pendant la période communiste avec l'implantation de fabriques de meubles, d'usines textiles et de constructions de machines.
La réforme administrative de 1968 lui a permis de renforcer son rôle dans les domaines de la santé, de l'enseignement.
La municipalité compte 1 215 ha de terres arables, 517 ha de pâturages et 74 ha de prairies.

## Communications

### Routes
Beiuș est située sur la route nationale DN76 (route européenne 79) Oradea-Deva. La route régionale DJ764A rejoint Budureasa et les Monts Apuseni à l'est et la DJ764 mène au nord-ouest au village de Delani et à Remetea.
Sur la rive gauche du Crișul Negru, deux routes permettent de rejoindre les communes de Tărcaia et Finiș.

### Voies ferrées
Beiuș est desservie par la ligne Ciumeghiu-Vașcău des Chemins de fer roumains.

## Tourisme
Beiuș, du fait de sa proximité des Monts Apuseni et de leurs nombreuses grottes, est un centre de tourisme. La région compte également de nombreuses églises en bois et les ruines du château Béla sont situées à quelques kilomètres.

### Monuments civils
- Lycée Samiul Vulcan, datant de 1828, un des plus anciens collèges d'enseignement en roumain de Transylvanie, devenu collège national en 1998.

- Musée municipal, installé depuis 1965 dans une maison de style éclectique, présente des collections d'histoire et d'ethnographie[12].

### Lieux de culte

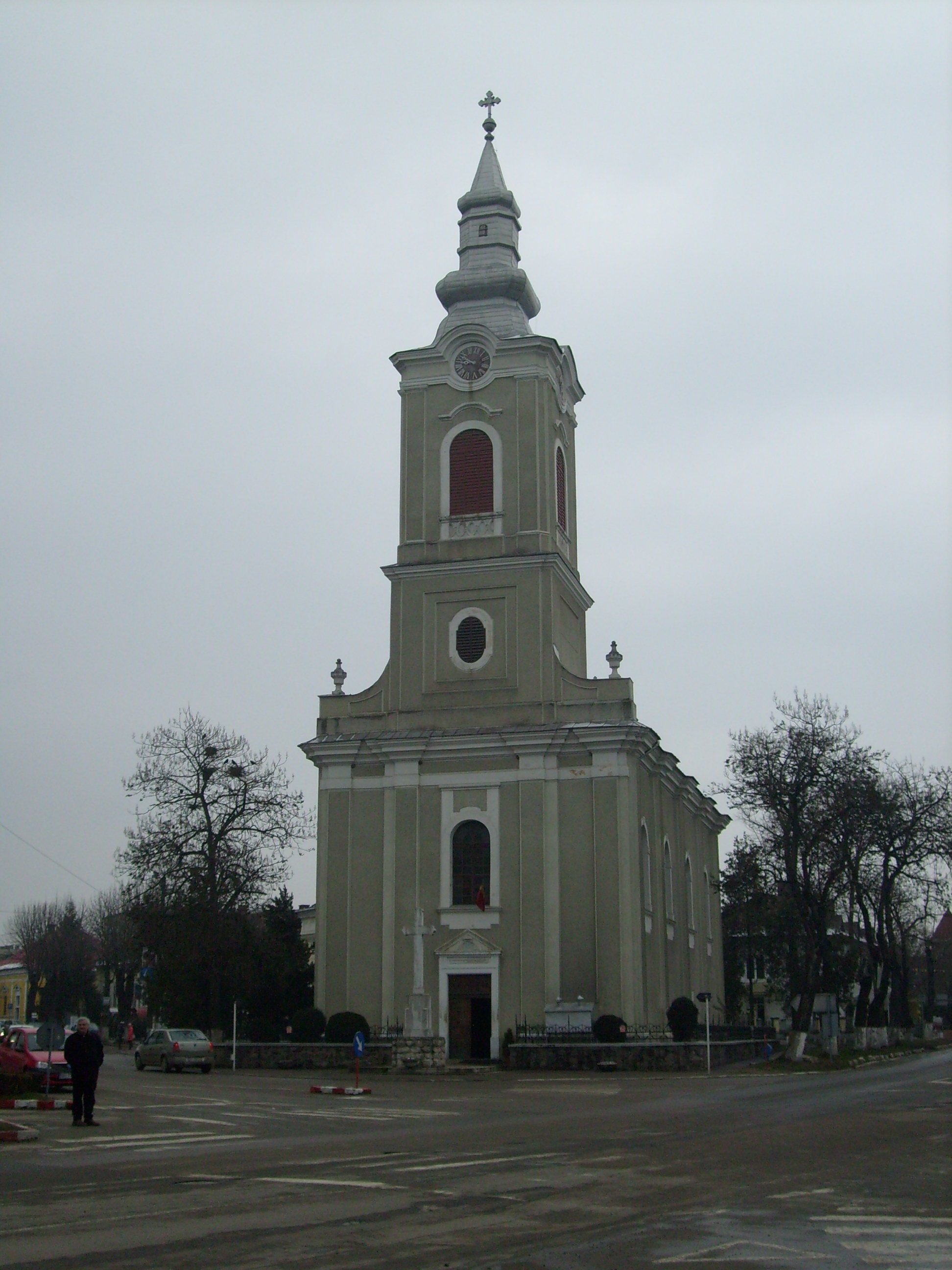
Église de St Démétrios

- Église catholique romaine de la Sainte Trinité datant de 1752[13].
- Église réformée datant de 1780-1782[13].
- Église orthodoxe des Sts Archanges datant de 1790[13].
- Église grecque-catholique roumaine St Demetrius datant de 1800[13].

## Personnalités
- Valeriu Traian Frențiu, (1875-1952), évêque grec-catholique d'Oradea, arrêté par les communistes et mort à la prison de Sighetu Marmației;
- Adrian Pintea (ro), (1954-2007), acteur;
- Mariana Stănescu (ro), (1959- ), chanteuse de folklore roumain.

## Jumelages
- Békéscsaba (Hongrie)
- Komló (Hongrie)